# ドン・ブライアント
ドン・ブライアント（Don Bryant、1942年4月4日 - )は、アメリカ合衆国テネシー州メンフィス生まれのソウル歌手、ゴスペル歌手、作曲家である。
1969年にハイ・レコードからアルバム『プレシャス・ソウル』を発表。アン・ピーブルズと結婚し、「アイ・キャント・スタンド・ザ・レイン」を共同で作曲した。